# التحفة السنية بأسماء البلاد المصرية
التحفة السنة بأسماء البلاد المصرية للشيخ شرف الدين يحيى بن الجيعان مستوفي دیوان الجيش للملك الأشرف قايتباي، يتضمن أسماء الأقاليم المصرية وأعمالها ومدنها وقراها، كما دونها المؤلف في أواسط القرن التاسع للهجرة، وهي تعرض أحوال مصر في أيام المماليك الشراكسة. وهو آخر مصدر رسمي لأسماء المدن والقرى المصرية المعتبرة وحدة مالية حتى آخر عصر المماليك.
نشر دي ساسي هذه الجداول أول مرة في آخر ترجمته لكتاب الافادة والاعتبار لعبد اللطيف البغدادي، الا انه وهم في تعيين صاحبه وترك أجزاءا كثيرة منه، إلى أن قام الدكتور ب. موريتز بتحقيق الكتاب، وزوده بفهرسين على حروف المعجم، الأول يتضمن أسماء البلاد، والمدن والثاني أعلام الرجال، وطبعته دار الكتب المصرية الخديوية عام 1898 في 270 صفحة.
عام 1995 أهدى معهد تاريخ العلوم العربية والاسلامية التابع لجامعة فرانكفورت بألمانيا 37 كتابا عن جغرافية مصر، ضمت هذه المجموعة كتاب "التحفة السنية بأسماء البلاد المصرية" و"الانتصار لواسطة عقد الأمصار".